# Planet Carlos
Planet Carlos ist ein  deutsches Filmdrama von Andreas Kannengießer aus dem Jahr 2008.

## Handlung
Carlos, 13 Jahre alt, lebt im Barrio, einer Hüttensiedlung am Rande von León, der zweitgrößten Stadt Nicaraguas. In einer Gigantonagruppe, die vor Touristen auftritt, verdient er sein Geld. In solchen traditionellen Gruppen werden Tanz, Theater und Verse von Kindern vorgetragen. Die zwei Meter große Gigantonapuppe wird vom Enano, einem kleinen Mann mit großem Kopf, umtanzt, begleitet von wilden Trommelwirbeln. Carlos tanzt den Enano, die ältere Isabel gibt den Rhythmus an. Carlos hat jedoch genug vom schweißtreibenden Herumhüpfen, viel lieber würde er der Verseaufsager sein. Es kommt deshalb zum Streit und Carlos wird aus der Gruppe geworfen. Das einzige, was er retten kann, ist der beschädigte Kostümkopf des Enanos. Als seine Mutter von seinem Rauswurf erfährt, schickt sie Carlos kurzerhand auf den Markt, um dort als Bananenträger Geld zu verdienen.
Gegen alle Widerstände gelingt es Carlos, seine eigene Gigantonagruppe zu gründen, in der er der Verseaufsager ist. Kumpels vom Markt machen mit und auch Isabel stößt zu der Gruppe. Gemeinsam reparieren sie den kaputten Enanokopf und bauen improvisierte Requisiten. Der harte Alltag der Jugendlichen lässt wenig Zeit für die Kunst. Die Ergebnisse befriedigen Carlos nicht. Um die Existenz seiner Gigantonagruppe zu sichern, bemüht er sich bei einem alten Dichter um ein ausländisches Stipendium. Sein grenzenloser Optimismus wird auf eine harte Probe gestellt, als klar wird, dass kein Stipendium zu erwarten ist. Seine Mitstreiter lassen ihn daraufhin im Stich. Mit der Gigantonagruppe ist es vorbei. In seiner Enttäuschung flüchtet Carlos mit Isabel, seiner kleinen Schwester Kenia und deren Huhn an einen Strand. Dort sieht er sich der größten Herausforderung seines Lebens gegenüber – Verantwortung.

## Produktion
Der Film entstand als Zusammenarbeit von acht Studenten der Hochschule für Film und Fernsehen „Konrad Wolf“ unter der Regie von Andreas Kannengießer. Die Produktion wurde durch das Bundesministerium für wirtschaftliche Zusammenarbeit und Entwicklung (BMZ) unterstützt und war ursprünglich als Dokumentarfilm über Straßenkinder geplant. Das Drehbuch zu dem Film entstand vor Ort und greift auf Geschichten und Erfahrungen zurück, welche die Filmemacher in Filmworkshops mit Kindern und Jugendlichen gesammelt haben. Zum Konzept gehörte, dass alle deutschen Teammitglieder Spanisch lernen mussten, damit während der Dreharbeiten auf Dolmetscher verzichtet werden konnte. Alle Darsteller sind Laiendarsteller und stammen bis auf den Hauptdarsteller aus León, der zweitgrößten Stadt Nicaraguas. Mario José Chavez Chavez, der Carlos verkörpert, stammt aus Granada und war zur Drehzeit auch im wirklichen Leben Teil einer traditionellen Giganten-Gruppe. Der Film wurde auf MiniDV und an Originalschauplätzen gedreht.
Planet Carlos wurde im Wettbewerb des Tokyo International Film Festival 2008 uraufgeführt. Die deutsche Premiere erfolgte beim Filmfest Hamburg 2008. Der Film darf wegen ungeklärter Musikrechte nicht kommerziell ausgewertet werden, ist aber über das Bundesministerium für wirtschaftliche Zusammenarbeit und Entwicklung im Verleih der Landes-/Kreis-/Stadtbildstellen und -medienzentren für Bildungszwecke erhältlich.

## Kritik
“An extraordinary film with a performance of a young boy, you will never forget. I love it. See it.”

“Just by watching this film, through the story, I could learn about a poor village in Nicaragua. Please see this boy grow in this film. The acting of this boy, for me is a miracle.”

“Among the best were Planet Carlos, the debut film by German filmmaker Andreas Kannengießer about a dirt poor Nicaraguan teenager trying to make a go of life in gigantona, a sort of street poetry/dance/performance art.”

## Festivals
- 2008: Filmfest Hamburg
- 2008: Tokyo International Film Festival
- 2008: Bergamo Film Meeting
- 2008: Muestra de Cine y Video Centroamericano, Nicaragua
- 2009: Film Festival Zlin, Intl. Film Festival for Children and Youth
- 2009: Indie – World Film Festival Sao Paulo, Brasilien
- 2009: Cairo International Film Festival for Children
- 2009: Kinder- & Jugendfilmfest Kassel

## Auszeichnungen
- 2009: 2nd Audience Award – Bergamo Film Meeting
- 2008: Tokyo International Film Festival – Nominierung Sakura Grand Prix